# Іркуль
Ірку́ль (рос. Иркуль) — селище у складі Сєверного району Оренбурзької області, Росія.

## Населення
Населення — 54 особи (2010; 80 у 2002).
Національний склад (станом на 2002 рік):
- мордва — 77 %